# رودولف کریتلین
رودولف کریتلین (آلمانی: Rudolf Kreitlein، زاده ۱۴ نوامبر ۱۹۱۹ – درگذشته ۳۱ ژوئیهٔ ۲۰۱۲) داور فوتبال اهل آلمان بود.
وی داور مسابقاتی مهمی همچون جام جهانی فوتبال ۱۹۶۶ و فینال جام باشگاه‌های اروپا ۱۹۶۶ بوده است.